# 제일유리 야구단
제일유리 야구단은 1993년부터 2003년까지 존재했던 실업 야구단이다. 2000년 제1회 문화관광부장관기 국민생활체육 야구대회 메이저 그룹부 우승을 차지한 바 있으며 제2회 국민생활체육 전국야구연합회장기 대회에서도 정상에 올랐다. 2001 대통령배 전국실업야구 추계리그에서는 준우승을 달성했다. 2002년 한국전력공사 야구단과 더불어 두 팀만 한국실업야구리그에 남게 되자 실업리그 등록을 포기하였으며 2003년 해체되었다.